# Thuis (seizoen 19)
Het negentiende seizoen van Thuis startte op 2 september 2013. Het seizoen werd elke werkdag uitgezonden op één.
De generieken zijn tot en met aflevering 3500 dezelfde als deze uit het voorgaande seizoen wat werd ingezongen door Peter Evrard en Sofie Van Moll. De muziek is van de hand van Will Tura en Steve Willaert. De tekst werd geschreven door Frank Dingenen.
Vanaf aflevering 3501, uitgezonden op 20 januari 2014, worden nieuwe generieken getoond. De titelsong is "Je bent thuis" wat werd geschreven door Roel De Meulemeester en Guy Balbaert. Stefanie De Meulemeester en Sonny Vande Putte hebben het lied ingezongen. Het lied werd geproduceerd door The Globe Recording Studio’s van Patrick Hamilton.

## Verhaal

### De aanslag op Luc
Luc leeft nog, maar is in kritieke toestand. Ann en Judith helpen hem, maar Tibo weigert. Ook Bram lijkt geen gevoelens te hebben bij de toestand. Iedereen is verdacht en wordt ondervraagd in de Zus & Zo. Bram laat zich arresteren, maar al snel blijkt dat hij dat alleen deed om Jana te beschermen. Jana wordt gearresteerd, maar later blijkt dat Lowie de dader was. Luc wil geen klacht indienen tegen zijn zoon. Hij kan de rechter zelfs overtuigen dat de aanslag een rechtstreeks gevolg is van Luc zijn eigen daden. Daarom krijgt Lowie enkel een werkstraf in de bibliotheek. De rechter is van mening dat Luc een goede vader is en dat Lowie bij hem moet blijven wonen.

### De relatie Lowie, Luc en Julia
Het verdict van de rechter zint Lowie niet. Hij wil niet bij zijn vader wonen. Luc begrijpt zijn zoon. Omdat hij de zaken niet nog erger wil maken, staat hij toe dat Lowie officieus bij Julia gaat wonen. Zo hoopt Luc dat Lowie tot inkeer komt en zijn vader terug wil zien. Dat laatste lijkt ook te gebeuren wanneer Lowie Luc uitnodigt in Julia's appartement om iets te drinken. Lowie zegt dat hij zijn vader graag ziet en dat ze het verleden moeten laten voor wat het was. Luc is uiteraard opgelucht, maar dan verklaart Lowie dat zijn ganse litaniek komedie was zodat Luc eindelijk zelf eens voelt hoe het is om bedrogen en belogen te worden.
Julia krijgt terug gevoelens voor Luc en ze starten in het geheim terug een relatie. Paulien achtehaalt dit en is in eerste instantie niet te spreken. Echter, na een gesprek met Luc ziet ze in dat ze het geluk van haar moeder niet in de weg kan staan. Lowie reageert echter furieus. Hij neemt zijn koffers en verlaat het appartement. Hij voelt zich bedrogen door zowel Julia als Paulien. Hij wordt opgevangen door Frank en Simonne, tot ongenoegen van Bram die ook inwoont met Jana.

### De rechtszaak betreffende Jack
In het achttiende seizoen stierf de ongeboren Jack naar aanleiding van een koolstofmonoxidevergiftiging die Jana opliep. Frank en Eddy zijn verdacht van zwendel in namaakproducten en valsheid in geschrifte. De rechtszaak startte in seizoen negentien. Frank en Eddy dreigen een zware straf te krijgen, maar uiteindelijk biecht Luc op dat hij eindverantwoordelijke is en Frank en Eddy dwong. Luc krijgt een voorwaardelijke gevangenisstraf van 6 maanden en een geldboete van 12.500 euro. Luc besluit ook om Bram en Jana geld te geven, maar die krijgt hij letterlijk terug in zijn gezicht gesmeten.

### Femke naar de gevangenis
Tim ontdekt de affaire van Peter en Femke en reageert woedend. Hij pakt zijn spullen bij elkaar en gaat bij Jens logeren. Als Femke na wat champagne achter het stuur kruipt, wordt ze aangehouden door Tim. Hij trekt onmiddellijk haar rijbewijs in. Een paar dagen later krijgt Femke een brief. Aangezien ze vrij was onder voorwaarden, moet ze nu wel naar de gevangenis. Femke blijft Tim brieven sturen, tot grote ergernis van hem.

### Femke is zwanger
Femke komt hoogzwanger uit de gevangenis. Nancy komt al snel te weten dat Peter de vader is. Femke wil het kind zelf opvoeden. Daarom trachten ze de buitenwereld wijs te maken dat zij zwanger is van een zakenman tijdens een onenightstand. Wanneer Femke schijnbaar moet bevallen tijdens een bezoek in Zus & Zo leidt het gedrag van Peter argwaan op bij Rosa. Hij erkent dat hij de vader is en zegt dit ook tegen Peggy net na Femke's bevalling.

### Franky en Tibo naar Amerika
Op een dag staat Thomas in de Frens, een jongen die Franky kent van de jeugdinstelling waar ze beiden verbleven. Franky heeft ruzie met Tibo en zoekt troost bij Thomas. Ze gaan samen naar bed, maar Franky krijgt wroeging en neemt afscheid van Thomas. Tijdens hun afscheidskus worden ze betrapt door Tibo. Die is razend en vraagt een scheiding aan. Jana slaagt erin om het koppel terug bij elkaar te brengen. Tibo stelt voor om eindelijk op huwelijksreis te gaan. Ze vertrekken voor 6 maanden naar Amerika. Later krijgt Simonne een telefoon van Franky met de melding dat ze nog enkele maanden langer in Amerika blijven.

### Problemen in de Zus & Zo
In de Zus & Zo wordt het personeel gek van het werk. Julia komt dan ook geroepen als ze toch ingaat op de job, die haar al eerder was aangeboden. Een kleine vete tussen Jenny en Julia zorgt ervoor dat Julia geen vast contract krijgt. Uiteindelijk ziet Jenny in dat ze fout is. Later wordt de Zus & Zo verkocht door de huidige verhuurder. De werknemers proberen geld samen te leggen, maar dat lukt niet. Marianne wil het pand overkopen, maar Luc is haar voor. Hoewel hij beweert alles te laten zoals het was, starten er al redelijk snel verbouwingswerken en komen er ruimtes voor bedrijfsvergaderingen en extra kamers bij. 

### Peggy is blind
Nancy neemt een taxi die door Peggy wordt bestuurd. De taxi wordt gekaapt door een carjacker die net een overval heeft gepleegd. Doordat Tim op de banden schiet, botst Peggy tegen een geparkeerde camionette. Peggy overleeft het accident, maar wordt blind wakker. Nancy houdt er enkel een trauma aan over hoewel Julia denkt dat ze overdrijft. Peggy vindt al redelijk snel een donor en de operatie verloopt goed. Na enkele weken treden afstotingsverschijnselen op waardoor Peggy terug blind wordt.

### De kinderwens van Mayra
Mayra heeft een speciale vraag voor Ann. Ze wil nog een kindje, na de adoptie van Sandrine. Ann twijfelt eerst, maar stemt toch toe. Ze gaan voor een donor. Ann stelt Tom voor, aangezien die ook de biologische vader van Sandrine is. Helaas weigert die, ook al dringt Marianne erg aan. Daarop wordt Kurt Van Damme aangesproken. Hij wil op voorwaarde dat nooit iemand mag weten dat hij betrokken partij is. Dit nieuws komt al uit voordat de procedure start waardoor Kurt niet meer wil. Mayra voert hem dronken en heeft seks met hem. Omdat ze niet zwanger is, tracht ze Waldek te overtuigen. Hij wil evenmin. Daarop spreekt Marya met diverse mannen af om met hen seks te hebben in de hoop zo zwanger te worden. Uiteindelijk lukt dit, als is het door een verkrachting gepleegd door een dronken Kurt. Mayra beslist om het kind te houden.

### Kurt's dood
Terwijl Kurt Mayra aanrandt, stuurt zij nog snel een SMS naar Waldek voor hulp. Waldek arriveert even later en rukt Kurt van Mayra. Kurt is sindsdien spoorloos. Enkele dagen later gaan Mayra en Waldek naar de plaats delict. Omdat Kurt zijn auto daar niet meer staat, vermoeden ze dat hij is gevlucht. Niet veel later wordt het lichaam van Kurt gevonden in de rivier, dewelke stroomt net achter de plaats waar Mayra werd verkracht. De wagen van Kurt bleek korte tijd na het incident gestolen te zijn en werd gevonden in Duitsland. Waldek is van mening dat hij Kurt ongewild in de rivier heeft geduwd. Hij krijgt schuldgevoelens. Rosa is van mening dat het een ongeluk is en dat Waldek niet naar de politie mag gaan. Ook Mayra verbiedt hem dit. Ze chanteert Waldek zelfs: als hij ook maar iets over het incident aan de buitenwereld vertelt, zal zij aan de politie verklaren dat ze werd aangerand door Waldek. Uiteindelijk biecht Mayra aan Ann op wat er die avond juist is gebeurd. Waldek geeft zichzelf toch aan bij de politie. Volgens Peter zal hij wellicht een gevangenisstraf krijgen van vijf tot tien jaar. De rechter is van mening dat er onvoldoende bewijzen zijn dat Kurt's verdrinking een rechtstreeks gevolg is van Waldek's daden en spreekt hem vrij.

### Het ontslag van Toon
Frank wordt aangenomen bij klusbedrijf De Kabouters. Het klikt niet echt tussen hem en zijn collega's Adil en voornamelijk Toon. Toon kan het niet laten om opmerkingen te geven over Frank zijn ouderdom en haalt kleine pesterijen uit. Frank gaat in tegenaanval en saboteert de kleedkast van Toon, waardoor de foto van Toons vriendin wordt overgoten met verf. Dan blijkt dat deze vriendin enkele jaren eerder stierf en dat Toon dit nog steeds niet heeft verwerkt. Toon neemt wraak en saboteert een elektriciteitskast waar Frank zich aan elektrocuteert. Hij krijgt een hartstilstand en moet gereanimeerd worden. Wanneer eigenares Sam de waarheid achterhaalt, wordt Toon op staande voet ontslagen. Hij gaat aan de slag bij het nieuwe bedrijf van Luc. Maar na een tijdje wordt hij toch terug aangenomen.

### De pedofiel
Emma, de dochter van Judith, wil gitaar leren spelen. Ze gaat op les bij Jens. Emma's puberteit zorgt ervoor dat ze denkt dat Jens op haar verliefd is. Zelf voelt ze ook iets voor hem en ze ziet, door haar kalverliefde, een relatie wel zitten. Jana tracht Emma meermaals duidelijk te maken dat Jens totaal geen interesse in haar heeft. Emma negeert haar gesprek en gaat zelfs een stapje verder. Tijdens haar volgende lessen draagt ze make-up en zeer weinig kledij. Wanneer Jens hier een opmerking over maakt, loopt Emma al huilend weg. Ze zegt tegen Judith dat ze geen gitaarles meer wil volgen omdat er iets vreselijks is gebeurd. Judith trekt hier de verkeerde conclusies uit en denkt dat Jens haar dochter heeft aangerand, hoewel Emma blijft volhouden dat dit niet zo is. Uiteindelijk stapt Judith toch naar de politie en wordt Jens aangehouden. Emma kan uiteindelijk toch iedereen overtuigen dat er niets is gebeurd, maar dat ze zich voornamelijk schaamde over haar eigen gedrag en het feit dat Judith haar niet geloofde. Daarom verhuist Emma voor enige tijd naar haar vader. Echter is het kwaad geschiedt. Op diverse websites komen berichten dat Jens een pedofiel zou zijn, anonieme mensen posten folders met een foto van Jens... Dit leidt bijna tot het faillissement van café Frens.

### De relatie Jana, Bram, Lowie
Lowie heeft een oogje op Jana, wat bij Bram en Paulien niet onopgemerkt voorbij gaat. Verder zijn Lowie en Bram twee kemphanen die niet goed met elkaar kunnen opschieten. Bram vraagt Jana ten huwelijk net voordat ze op schoolreis naar Italië vertrekt. Omdat zij weigert, zit Bram in zak en as. Lowie tracht tijdens de reis Jana te verleiden en kust haar. Zij wijst hem af en kiest definitief voor Bram. Bram denkt echter dat zijn relatie voorbij is en vermoedt dat Jana voor Lowie zal kiezen. Paulien heeft een gesprek met Bram. Paulien is nog steeds verliefd op Bram en in een zwak moment geeft hij toe aan zijn seksuele driften. Dit incident leidt er uiteindelijk toe dat Bram door Jens wordt ontslagen in café Frens, waarop Bram start bij De Kabouters. Nadat Jana terug uit Italië is, informeert ze Bram over haar keuze voor hem en over de kus. Bram tracht Jana meermaals in te lichten wat er tussen hem en Paulien is gebeurd, maar hij wordt steeds onderbroken door anderen. Wanneer Jana uiteindelijk de waarheid kent, verbreekt ze haar relatie. Later ziet ze in dat ze Bram niet kan missen en worden ze terug een koppel.

### Het vertrek van Bram
Na de breuk met Jana kan Bram het verleden niet achter zich laten. Hij heeft hierover een gesprek met Sam. Zij vertelt dat ze vroeger ook in een moeilijke periode zat en daarom voor enkele maanden was gaan werken op de wijngaard van haar oom in Frankrijk. Bram ziet het werk als druivenplukker wel zitten en neemt contact op met de betreffende wijngaard waar hij wordt aangenomen. Ondertussen beseft Jana dat ze nog steeds van Bram houdt en vormen ze terug een koppel. Ze beslissen om terug samen te gaan wonen. Echter wil Bram zo snel mogelijk vertrekken. Jana wil ook mee naar Frankrijk en staat op het punt om haar examens van het zesde middelbaar hiervoor te laten vallen. Daarom stelt Bram in eerste instantie voor dat ze pas naar Frankrijk vertrekken na de examens zodat Jana toch haar diploma middelbaar onderwijs heeft. Later beseft hij dat er voor Jana in Frankrijk geen toekomst is en dat ze eerst in België haar universiteitsdiploma moet behalen. Op een ochtend vertrekt Bram stiekem naar Frankrijk en laat hij enkel een brief achter. Via Sam verneemt Jana waar Bram zit en ze zoekt hem op. Bram maakt haar duidelijk dat hun relatie definitief voorbij is. Jana stelt voor dat ze hem binnen enkele maanden komt bezoeken. Bram weigert dit verzoek. Hij laat al uitschijnen dat hij daartegen geen druivenplukker meer is en mogelijk ook niet meer in Frankrijk verblijft.

### Het vruchtgebruik
Mayra is de bemoeienissen van Marianne beu en tracht Ann te overtuigen om te verhuizen. Marianne is het niet eens omdat zij destijds de verbouwingswerken aan zowel de bovenverdieping als het juwelenatelier heeft bekostigd. Mayra wil daarom dat Ann een procedure inzet zodat Marianne het huis wel moet verlaten. Marianne heeft namelijk enkele jaren eerder eerst de helft van het huis aan Ann verkocht en haar later ook de andere helft geschonken, maar in de documenten staat niets vermeld over het eventuele vruchtgebruik door Marianne. Het komt tot een rechtszaak die wordt gewonnen door Ann. Marianne en Geert verlaten uiteindelijk het huis en nemen hun intrek in het voormalige appartement van Tom. Echter laat Marianne het hier niet bij: samen met Nancy gaan ze op zoek naar bewijzen dat Ann steeds ondankbaar is geweest ten opzichte van Marianne. Met die argumenten tracht Marianne de schenking ongedaan te maken, waarin ze uiteindelijk lukt. Ann en Mayra doen een bod op een huis. Wanneer de notaris belt met de melding dat iemand anders een nog hoger bod heeft gedaan, neemt Marianne de telefoon op en zegt ze dat ze niet meer geïnteresseerd is in het huis. Deze actie leidt ertoe dat Ann beslist om met bijna onmiddellijke ingang te stoppen met de praktijk. Ze wil met Mayra en Sandrine verhuizen naar Kaapverdië.

### Seizoensfinale
Emma Van Damme chat regelmatig met een niet-nader genoemde persoon. Ze heeft met hem al een keer afgesproken. Emma zegt tegen Jana dat ze verliefd is op een oudere jongen en dat het ditmaal wel wederzijds is. Het gaat niet meer over kalverliefde zoals ze met Jens had. Wanneer Emma achterhaalt dat haar moeder Judith de ware doodsoorzaak van haar vader Kurt heeft verzwegen, loopt ze van huis weg. De politie start een onderzoek en hebben Emma's GSM in de Ardennen kunnen traceren. Via foto's op Facebook denken Judith en Tom dat Geert achter de ontvoering zit. Ze rijden naar zijn huis in de Ardennen en beuken de deur in. Emma wordt getoond in een afgesloten kamer, maar volgens Tom is er niemand in het huis aanwezig. Femke en Peter houden een babyborrel voor Lucas in Frens. Frank ziet nog net dat een geflipte Peggy Lucas heeft ontvoerd en wegrijdt met een taxi van de concurrentie. Simonne kan via dat taxibedrijf achterhalen dat Peggy werd afgezet aan het meer. Frank en Rosa rijden met hun eigen auto naar het meer. Ann komt met haar wagen aan een groep mensen: er is een ongeval gebeurd. Mayra en Marianne hebben ruzie bovenaan de trap en vallen beiden naar beneden. Lowie kiest voor Olivia maar Jana is daar niet zo blij mee. In de laatste scene stapt Peggy met Lucas het meer in.

## Cast

### Vaste Cast
Het negentiende seizoen telt 195 afleveringen
| Acteur/Actrice            | Personage             | Status               |
| ------------------------- | --------------------- | -------------------- |
| Pol Goossen               | Frank Bomans          | Complete Seizoen     |
| Janine Bischops           | Jenny Verbeeck        | Complete Seizoen     |
| Annick Segal              | Rosa Verbeeck         | Complete Seizoen     |
| Sally-Jane Van Horenbeeck | Peggy Verbeeck        | Complete Seizoen     |
| Monika Van Lierde         | Dr. Ann De Decker     | Complete Seizoen     |
| Marleen Merckx            | Simonne Backx         | Complete Seizoen     |
| Leah Thys                 | Marianne Bastiaens    | Complete Seizoen     |
| Mark Willems              | Luc Bomans            | Complete Seizoen     |
| Chris Boni                | Yvette De Schrijver   | Complete Seizoen     |
| Bart Van Avermaet         | Waldek Kozinsky       | Complete Seizoen     |
| Ann Pira                  | Nancy De Grote        | Complete Seizoen     |
| Daan Hugaert              | Eddy Van Notegem      | Complete Seizoen     |
| Peter Rouffaer            | Dr. Geert Smeekens    | 3401-3590            |
| Myriam Bronzwaar          | Julia Van Capelle     | 3401-3573            |
| Geert Hunaerts            | Peter Vlerick         | Complete Seizoen     |
| Walter Moeremans          | Leo Vertongen         | Complete Seizoen     |
| Jelle Cleymans            | Jens De Belder        | 3401-3569            |
| Jeroen Lenaerts           | Tim Cremers           | Complete Seizoen     |
| Wim Stevens               | Tom De Decker         | Complete Seizoen     |
| Bert Verbeke              | Bram Schepers         | 3401-3578            |
| Muriel Bats               | Mayra Magiels         | Complete Seizoen     |
| Joy Thielemans            | Jana Blomaert         | Complete Seizoen     |
| Katrien De Ruysscher      | Dr. Judith Van Santen | Complete Seizoen     |
| Mathias Vergels           | Lowie Bomans          | Complete Seizoen     |
| Dries Vanhegen            | Kurt Van Damme        | 3401-3555            |
| Vanya Wellens             | Femke De Grote        | 3401-3405, 3506-3595 |
| Luc Van Duyse             | Inspecteur Stoop      | 3401-3414            |
| Tina Maerevoet            | Paulien Snackaert     | 3438-3595            |
| Jef Hoogmartens           | Franky Bomans         | 3401-3440            |
| Maxime De Winne           | Tibo Timmermans       | 3401-3440            |

### Nieuwe rollen
De rollen die in de loop van het seizoen een grote rol speelden
| Acteur/Actrice      | Personage     | Status    |
| ------------------- | ------------- | --------- |
| An Vanderstighelen  | Sam De Witte  | 3437-3595 |
| Nawfel Barbad-Daidj | Adil Bakkal   | 3444-3595 |
| Bill Barberis       | Toon Vrancken | 3444-3594 |

### Gastrollen
| Acteur/Actrice   | Personage           | Status                                   |
| ---------------- | ------------------- | ---------------------------------------- |
| Elise Roels      | Emma Van Damme      | Complete Seizoen, (volgende: vaste Cast) |
| Jannes Coessens  | Stan Van Damme      | Complete Seizoen, (volgende: vaste Cast) |
| Diverse kinderen | Britney Van Notegem | Complete Seizoen                         |
| Diverse kinderen | Sandrine De Decker  | Complete Seizoen                         |
| Wouter Vermeiren | Danny Stevens       | 3401-3414, 3440-3595                     |
| Gerdy Swennen    | Ellen Blomaert      | 3423 tot 3424, 3508-3512 & 3566-3580     |
| Paul Ricour      | André               | 3427 tot 3429                            |

Seizoenen: Seizoen 1 · Seizoen 2 · Seizoen 3 · Seizoen 4 · Seizoen 5 · Seizoen 6 · Seizoen 7 · Seizoen 8 · Seizoen 9 · Seizoen 10 · Seizoen 11 · Seizoen 12 · Seizoen 13 · Seizoen 14 · Seizoen 15 · Seizoen 16 · Seizoen 17 · Seizoen 18 · Seizoen 19 · Seizoen 20 · Seizoen 21 · Seizoen 22 · Seizoen 23 · Seizoen 24 · Seizoen 25

Personages: Frank Bomans . Rosa Verbeeck . Ann De Decker . Simonne Backx . Marianne Bastiaens . Waldek Kozinski . Femke De Grote . Nancy De Grote . Peter Vlerick . Paulien Snackaert . Leo Vertongen . Tim Cremers . Tom De Decker . Mayra Magiels . Judith Van Santen . Emma Van Damme . Stan Van Damme . Lowie Bomans . Olivia Hoefkens . Dieter Van Aert . Kaat Bomans . Wout van Aert . Sandrine De Decker . Peggy Verbeeck . Bennie De Taeye . David Magiels . Julia Van Capelle . Luc Bomans . Renzo Fierens . Ivo Courtois . Toon Vrancken . Jana Blomaert . Yvette De Schrijver . Jenny Verbeeck . Bianca Bomans . Ellen Blomaert . Jens De Belder . Geert Smeekens . Tibo Timmermans . Katrien Snackaert . Bram Schepers . Lynn Courtois . Guy De Herdt . Kasper Adayef . Rafael Campo . Lena Boons . Fien Roels . Stijn De Belder . Freddie Colpaert . Mo Fawzi . Nina Oostvoghels . Cois Pelckmans . Kris Moreels . Youri Lavrov . Jelena Leshi . Herman Schepers . Barbara Vinck . Bruno Moreels . Pierre Snackaert . Jean-Marie Vandam . Sylvain Geens . Eric Bastiaens . Martine Lefever . Sam Bastiaens . Dorien De Backer . Mike Van Notegem . Claire Bastiaens . Inge Verheyen . Youssef Bakali . Daisy Vandenkerckhove . Odette Julémont . Sandrine Verbeelen . Leontien Vercammen . Julie Van Sevenant . Werner Van Sevenant . Eva Verbist . Maarten Reimers . Mathilde Reimers . Robert Reimers . Manfred Stein . Walter Frans . Maaike Mertens . Arthur Verbeeck . Lily Somers . Manon Raeman . Jan Reimers . Willy Pleysier . Florentine Rousseau . Joeri Verbist . Roger Van De Wiele . Valerie Wijndaele . Felicienne Lejeune . Sabine Verbist . Linda Lievens . Kristoff Verbist . Dirk Van Baelen . Pierre Vinck . Yves Akkermans . Fernand Verbist . Rudi Sterckx . Robbe Canaerts . Harry Moeyaerts . Ingrid Michiels . Lou Swertvaeghers . Neil Feyaerts . Robert Vercammen . Walter De Decker